# J. Félix Bañuelos
General José Félix Bañuelos Bañuelos fue un militar mexicano que participó en la Revolución mexicana. 
Nació en Mezquitic, Jalisco, el 1 de octubre de 1878, siendo hijo de Rodrigo Bañuelos y de Dominga Bañuelos. En 1910 se incorporó al movimiento maderista de su estado natal tomando junto a Luis Moya el poblado de Nieves en Zacatecas y pronto pasó a ser villista.
En junio de 1914 participó en la toma de Zacatecas junto a su primo Santos Bañuelos. En octubre de 1914 fue delegado en la convención de Aguascalientes (a partir de esta, Villa y Carranza se distanciaron). 
En 1915, junto a otros generales villistas fue sitiado en la Batalla del Ébano del 21 de marzo al 31 de mayo.
Al término de la Revolución ya había obtenido el grado de general de brigada. 
Fue gobernador interino del Territorio de Quintana Roo y gobernador electo del estado de Zacatecas, de 1936 a 1940 con el apoyo de Lázaro Cárdenas. 
Durante su mandato en Zacatecas introdujo el agua potable por primera vez en esta ciudad. 
Fue fundador y director de la Academia Militar México de 1942 hasta el año de su fallecimiento. Se retiró del servicio de armas el primero de enero de 1944. Murió en la Ciudad de México el 2 de septiembre de 1948. Fue sepultado en el Panteón Español.